# Alt Zachun
Alt Zachun est une municipalité allemande du land de Mecklembourg-Poméranie-Occidentale et l'arrondissement de Ludwigslust-Parchim. En 2013, elle comptait 367 habitants.

## Transport

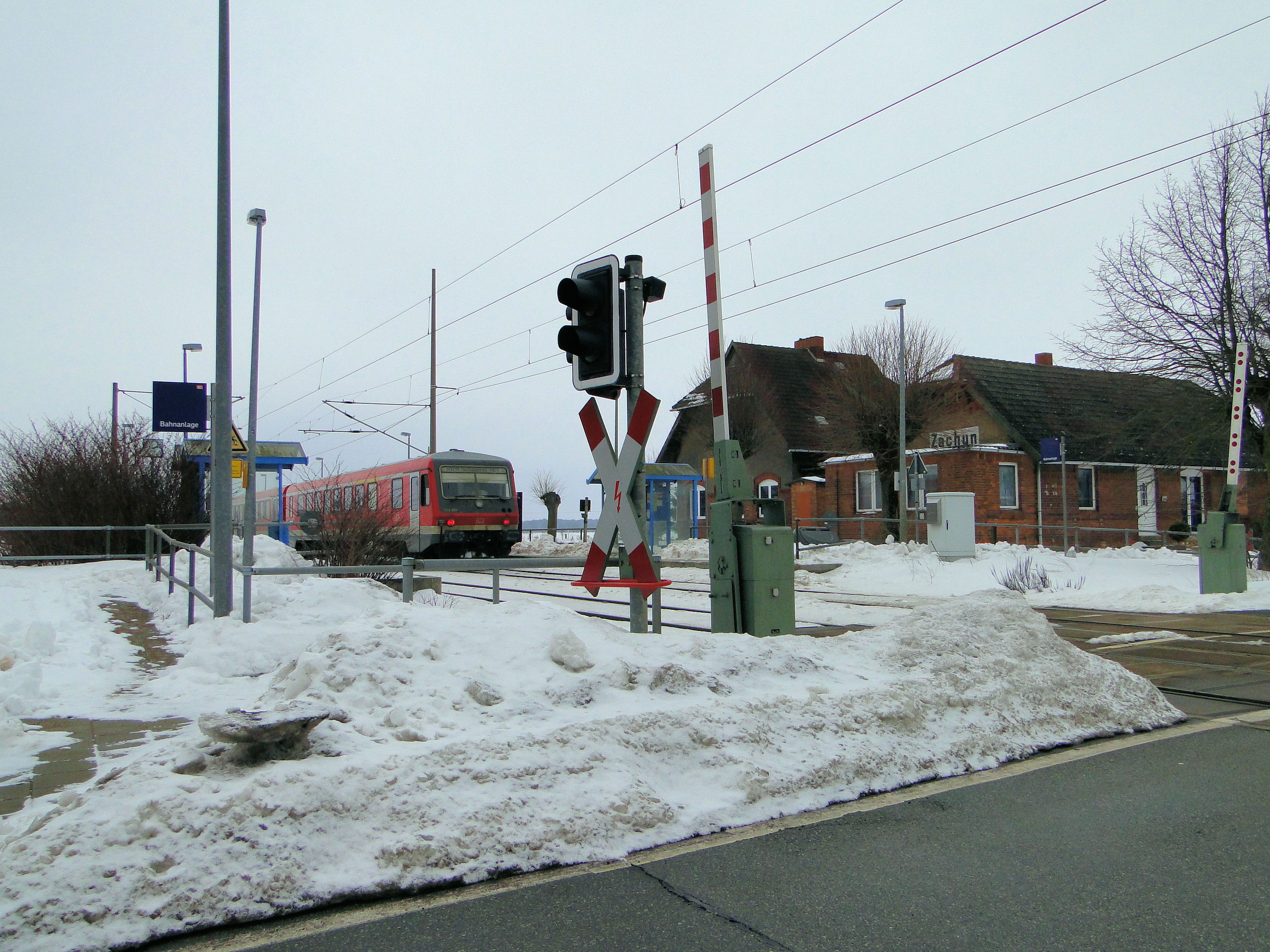
Halte ferroviaire sur la ligne Hagenow - Schwerin

Le village est traversé par la route L092. Une halte sur la ligne ferroviaire Hagenow Land - Schwerin se trouve a l'ouest de la municipalité.

## Source
- (de) Cet article est partiellement ou en totalité issu de l’article de Wikipédia en allemand intitulé « Alt Zachun » (voir la liste des auteurs).